# Leica X
Leica R désigne une gamme d'appareils photo numériques compacts qui comporte pour l'instant deux appareils : le X1, appareil apparu fin 2009, et le X2 sorti en 2012.

## Leica X1
Appareil d'entrée de gamme chez Leica, si l'on exclut ceux fabriqués avec Panasonic.
Doté d'un capteur CMOS APS-C de 12 mégapixels au format 3:2, d'un objectif fixe de 24 mm (36 mm en équivalent 24x36) ouvrant à f/2.8. Sa sensibilité va de 100 à 3 200 ISO. Il permet d'enregistrer nativement les photos au format JPEG et DNG.
Il existe en finition argentée et noire. Il n'est pas doté de base d'un viseur optique, lequel peut-être ajouté en option sur le porte-flash.

## Leica X2
Ce boîtier possède un objectif Elmarit 2,8/24 mm asphérique. Il accepte un viseur électronique optionnel.